# Vihuela
Vihuela nazwa odnosząca się do dwóch różnych rodzajów instrumentów strunowych szarpanych podobnych do gitary: występującej w XV i XVI w. vihueli hiszpańskiej, zwykle z 5 lub 6 chórami (parami strun), oraz vihueli meksykańskiej, pięciostrunowego instrumentu używanego przez grupy mariachi.

## Vihuela hiszpańska

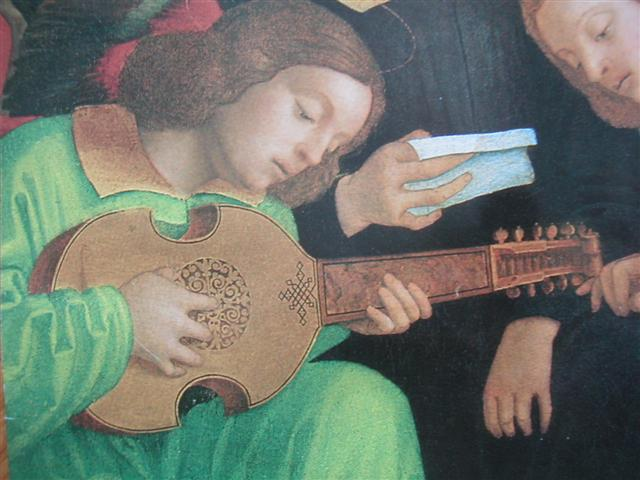
Anioł grający na vihueli a mano, fragment ołtarza, autorstwa Girolamo dai Libri, ok. 1520

Vihuela hiszpańska jest uznawana za prekursorkę współczesnej gitary klasycznej. Instrument był wytwarzany w wielu różniących się budową i rozmiarem rodzajach. We Włoszech i Portugalii instrument ten nazywano viola da mano. Vihuelę o sześciu parach strun (czasem najwyższa struna była pojedyncza) strojono tak jak lutnię renesansową, czyli kolejno od najniższych strun G C F A D g, lub kwartę wyżej. Istniały również utwory na duet tych instrumentów strojonych w różnych interwałach w stosunku do siebie.
Vihuela szarpana powstała w połowie XV wieku w Królestwie Aragonii w Hiszpanii. Stąd rozprzestrzeniła się na obszar Hiszpanii i Włoch. Była tu popularna w końcu XV w i w XVI wieku. Vihuela de arco, na której grano smyczkiem, uznaje się za prekursorkę violi da gamba.
Autorem pierwszego znanego zbioru muzyki dla vihueli wydanego w 1536 Libro de música de vihuela de mano intitulado El maestro był Luis de Milán.

## Vihuela meksykańska

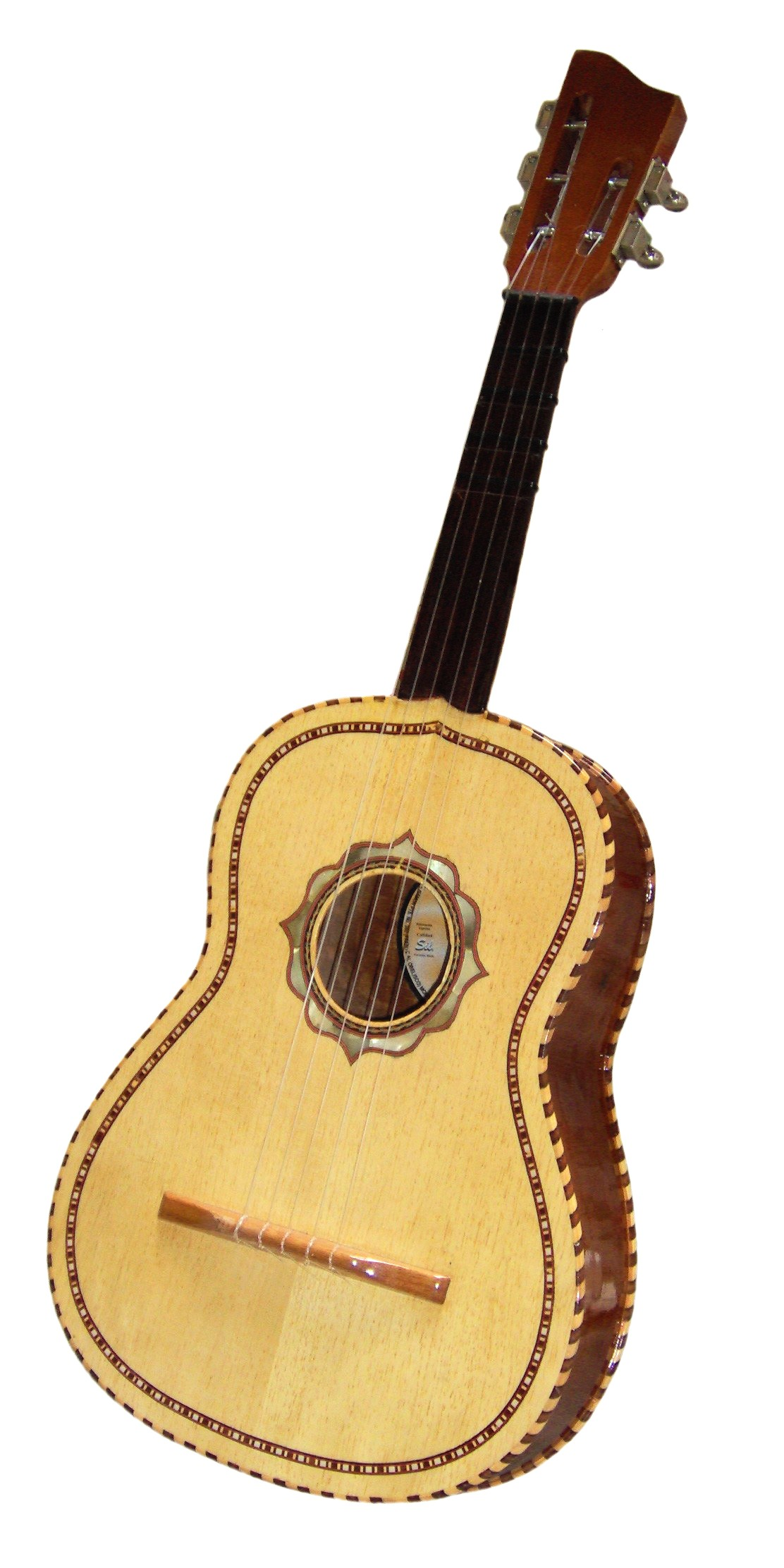
Współczesna vihuela meksykańska

Vihuela meksykańska to instrument używany w grupach mariachi. Jej pięć strun jest strojonych jak pięć górnych strun współczesnej gitary (A D G H E) przy czym struny H i E są strojone o oktawę niżej niż struny gitary.